# Jake E. Lee
Jake E. Lee, pseudonimo di Jakey Lou Williams (Norfolk, 15 febbraio 1957), è un chitarrista heavy metal statunitense.
È noto per le sue abilità tecniche e per la sua collaborazione con svariati artisti della scena heavy metal tra cui spicca Ozzy Osbourne. Egli militò anche in altre band come i Ratt, Rough Cutt, Dio e Badlands.

## Biografia

### Gli Inizi
Jakey Lou Williams nacque il 15 febbraio 1957 a Norfolk, Virginia, da madre giapponese e padre statunitense.
Egli iniziò da bambino l'approccio con la musica con il pianoforte, che suonò per qualche anno. Dopo aver scoperto Jimi Hendrix, Jake iniziò ad avere interesse per la chitarra e intraprese lo studio dello strumento, usando quella della sorella maggiore. Il suo talento crebbe molto in fretta ed iniziò ad acquisire esperienze dal vivo sul finire degli anni '70.
Nel 1980, dopo essersi trasferito a Los Angeles, Jake entrò nei "Mickey Ratt", conosciuti in seguito come Ratt, una hair metal band di successo. Tuttavia, la permanenza nel gruppo fu di breve durata; incise solamente i singoli "Dr. Rock"/"Driving On E" e "Tell The World", quest'ultimo inserito nella compilation dell'etichetta Metal Blade Records, "Metal Massacre Vol. I", in cui è possibile trovare anche "Hit The Lights" dei Metallica.
Successivamente, entrò nei Rough Cutt, band prodotta da Ronnie James Dio e sua moglie Wendy. Il talento di Jake affascinò Dio, il quale gli chiese di entrare nel suo complesso ed il chitarrista accettò la proposta. Anche la militanza nella band di Dio fu molto breve e Jake rimase di nuovo senza lavoro; si dice che tra i due ci fu un diverbio sui diritti d'autore (Jake sostiene di aver scritto le parti di chitarra di "Don't Talk To Strangers" dell'album Holy Diver ma Dio ha smentito tutto).

### Ozzy Osbourne
Nonostante il licenziamento, la piccola militanza con Ronnie James Dio gli fece una buona pubblicità.
Ozzy Osbourne, dopo la tragica scomparsa del suo chitarrista, nonché grande amico, Randy Rhoads, e dopo il licenziamento del suo rimpiazzo, Brad Gillis, iniziò le audizioni per trovare un nuovo sostituto. Osbourne, tramite Dana Strum (il futuro bassista degli Slaughter) conobbe Jake. Il cantante ammirò molto lo stile del chitarrista e decise di assumerlo. Con il gruppo di Ozzy, esordì nel tour di Diary of a Madman nel 1982.
L'anno dopo, la Ozzy Osbourne band dà alla luce Bark at the Moon, il primo album di Jake con il gruppo e un disco di grande successo. Il suo stile chitarristico portò degli avvertibili cambiamenti nella musica di Ozzy, inserendo perlopiù elementi melodici, ma la tecnica di Jake, comunque, non fece rimpiangere i suoi predecessori.
Dopo tre anni di assenza (a causa del tour di Bark at the Moon e del ricovero di Ozzy in una clinica per disintossicarsi da alcol e droghe) venne dato alla luce The Ultimate Sin nel 1986, dove Jake partecipò molto alla composizione dei brani. Le vendite del disco furono ottime, raggiungendo il primo posto nelle classifiche americane, grazie soprattutto al singolo "Shot In The Dark". Tuttavia, l'album venne snobbato dai primi sostenitori di Ozzy, a causa delle marcate influenze hair metal di Jake. Dopo il tour del disco, il chitarrista lasciò la band di Osbourne per motivi non precisati e verrà sostituito dal giovanissimo Zakk Wylde.

### I Badlands e l'attività solista
Terminata la collaborazione con il complesso di Ozzy, Jake formò il gruppo dei Badlands nell'estate del 1988. Il gruppo comprendeva, oltre a Jake, il cantante Ray Gillen, il bassista Greg Chaisson e il batterista Eric Singer.
Dopo la pubblicazione dell'album omonimo nel 1989, Singer si ritirò (venendo reclutato dai Kiss) favorendo l'entrata di Jeff Martin, il quale fece il cantante nei Surgical Steel e nei Racer X. Nel 1991 fu pubblicato Voodoo Highway, album meno Glam del precedente e più orientato verso il Blues. Il tour del disco vede il cantante John West (futuro membro dei Royal Hunt) prendere il posto di Gillen, il quale morirà il 1º dicembre 1993 per AIDS.
Dopo il tour, il gruppo si sciolse e si riunì solamente nel 1998, per pubblicare Dusk nell'anno successivo, un album contenente materiale registrato con Gillen prima della sua morte. Nel 1996, Jake intraprende l'attività solista, registrando un album chiamato A Fine Pink Mist, dove il chitarrista dà sfoggio a tutta la sua incredibile tecnica. Il disco ebbe buoni consensi dalla critica e venne acclamato nientemeno che da Joe Satriani, un nome altisonante del Rock virtuoso.
Dopo questo lavoro, la popolarità di Jake calò molto e partecipò solamente a vari dischi tributo come quelli a AC/DC, Rush, Van Halen, Queen, Randy Rhoads e Metallica.Nel 2000 è ospite in due assoli, sul primo disco solista di Rob Rock chiamato Rage of Creation, dove Lee, dopo 15 anni circa, ritorna al solismo Heavy metal.
Nel 2005 ha prodotto un altro disco solista, Retraced, contenente cover di brani di Robin Trower, Willie Dixon, Trapeze, Free, Johnny Winter, West, Bruce and Laing, Grand Funk Railroad, James Gang, Savoy Brown, Robin Trower, Montrose.
Nel 2009 esce un ulteriore disco di cover a suo nome, comprendente rifacimenti di brani hard & heavy di gruppi come Metallica, AC/DC, Queen, Ted Nugent, Van Halen. L'album, in realtà - edito dalla Deadline Records, una divisione della Cleopatra Records - che raccoglie brani apparsi in vari tributi di grandi band nei quali era apparso il chitarrista, sembra essere più vicino ad una produzione bootleg, piuttosto che ad un prodotto ufficiale.

### Red Dragon Cartel
Nel 2014, l'artista si ripresenta al pubblico con una nuova formazione, ribattezzata Red Dragon Cartel, che comprende anche Ronnie Mancuso al basso, D.J Smith alla voce e Jonas Fairley alla batteria. Pubblicato l'omonimo album nel febbraio del 2014 - che si colloca al 69º posto della Billboard's Album Charts - Mancuso viene sostituito da Greg Chaisson, originario bassista dei Badlands

## Discografia

### Solista
- A Fine Pink Mist (1996)
- Retraced (2005)
- Runnin' With The Devil (2009)

### Con Ozzy Osbourne
- Bark at the Moon (1983)
- The Ultimate Sin (1986)
- Best of Ozz (1989) - Antologia
- The Ozzman Cometh (1997) - Antologia
- Prince of Darkness (2005) - Antologia

### Con i Badlands
- Badlands (1989)
- Voodoo Highway (1991)
- Dusk (1999)

### Red Dragon Cartel
- Red Dragon Cartel (2014)
- Patina (2018)

### Altri album
- Atsushi Yokozeki Project - Raid (1993)
- Air Pavilion - Sarrph Cogh (1994)
- Rob Rock - Rage of Creation (2000)
- Sebastian Bach - Bach 2: Basics (2001)

### Tribute album
- Working Man - Tribute to Rush (1996)
- Dragon Attack - A Tribute to Queen (1997)
- Thunderbolt: A Tribute to AC/DC (1998)
- Van Halen Tribute: Hot for Remixes (1999)
- Little Guitars: A Tribute to Van Halen (2000)
- Covered Like a Hurricane: A Tribute to the Scorpions (2000)
- Randy Rhoads Tribute (2000)
- Bulletproof Fever: A Tribute to Ted Nugent (2001)
- '80s Metal - Tribute to Van Halen (2006)